# ژانگ دیینگ
ژانگ دیینگ (چینی: 張徳英؛ زادهٔ ) یک بازیکن تنیس روی میز اهل جمهوری خلق چین است. 
وی در مسابقات کشوری و بین‌المللی در مجموع برنده ۹ مدال طلا، ۳ مدال نقره، ۸ مدال برنز شده‌است.